# Kurigalzu I.
Kurigalzu I. (klinopisno ku-ri-gal-zu) je bil 17. kralj Kasitske ali Tretje babilonske dinastije, * ni znano, † okoli 1375 pr. n. št.
V Babiloniji je izpeljal enega od najbolj obširnih gradbenih programov. Nekaj njegovih zgradb se je ohranilo. Kurigalzujeva avtobiografija je naziv enega od ohranjenih napisov, ki pravi, da je bil sin Kadašman-Harbeja. Ime Galzu, ki se je prvotno izgovarjalo verjetno gal-du ali gal-šu,  je bilo ime, s katerem so Kasiti  imenovali sami sebe. Ime Kurigalzu bi zato lahko pomenilo Pastir Kasitov. Na  Babilonskem seznamu kraljev je njegovo ime napisano 23. Ku-ur-gal-zu = Ri-'-i-bi-ši-i.
Približno 45 let za njim je vladal njegov soimenjak Kurigalzu II.  Ker takrat številčenje kraljev ni bilo v navadi in sta oba vladala   dolgo,  je bilo izjemno težko ugotoviti, kateremu od njih pripada kakšen napis.  Kasnejši Kurigalzu  je bolj znan po svojih vojnih pohodih proti Asircem kot po gradnjah. Zdaj se domneva, da je bil on tisti Kurigalzu, ki je osvojil Suso in morda pripomogel, da je okoli leta 1400 pr. n. št na oblast v Elamu prišla dinastija Igehalkidov.

## Osvojitev Elama
Ko je Ḫur-batila, morda naslednik  Tepti Aharja na elamskem prestolu, začel napadati Babilonsko cesarstvo, je zasmehoval Kurigalzuja, ker se ni upal spopasti z njim pri Dūr-Šulgiju.  Kurigalzu je organiziral vojni pohod, ki se je končal s Ḫur-batilovim porazom in ujetjem. Ḫur-batila je omenjen samo na tem napisu.  Po Kroniki P se je pohod nadaljeval z osvajanjem vzhodnih delov Susiane in Elama, vendar se ta pohod pripisuje Kurigalzuju II. Osvojil je elamsko prestolnico Suso in jo oplenil. Dogodek je opisan na dveh tamkajšnjih napisih z njegovim imenom. Na elamski prestol je verjetno kot svojega vazala posadil Ige-Halkija, ustanovitelja nove dinastije. 
Na majhni tablici iz ahata, izdelani kot obesek, je na eni strani devet vrstic sumerskega besedila, na drugi strani pa posvetilo matere kralja Šulgija Urskega (2029 – 1982 pr. n. št., kratka kronologija) boginji Inani:
Kurigalzu, kralj Kardunijev, je osvojil palačo mesta Šaša v Elamu in (jo) svojemu življenju na ljubo podaril Ninil, svoji gospe.
— Kurigalzu, tablica CBS 8598, University Museum, Filadelfija
Tablico so prinesli iz Elama po Kurigalzujevem vojnem pohodu. Odkrili so jo v skrivališču votivnih napisov v Nipurju. Zgodnji zgodovinarji so jo pripisovalu Kurigalzuji II.

## Diplomacija

### Dopisovanje
Amarnsko pismo  EA 1 (EA pomeni El Amarna) faraona Amenhotepa III. babilonskemu kralju Kadašman-Enlilu I. dokazuje diplomatske stike med obema državama. Burnaburiaš II. v svojem pismu (EA 11) faraona Ehnatona opominja, da je Kurigalzu poslal zlato po enem od svojih prednikov, v EA 9  pa opiminja Tutankamona, da je Kurigalzu krenil na pohod, da bi s Kanaanci sklenil zavezništvo proti Egiptu.

### Dinastične poroke
Kurigalzu je svojo hčerko poročil s faraonom Amenhotepom III., ki je bil poročen tudi z dvema mitanskima princesama  in eno arzavsko. Kasneje se je nameraval poročiti tudi s Kurigalzujevo vnukinjo, herčko kralja Kadašman-Enlila I.
Novobabilonski prepis knjižnega besedila ima obliko pisma,  ki ga je elamski kralj naslovil na  kasitski dvor. Besedilo vsebuje podrobnosti rodoslovja takratne elamske krajevske družine. Svojo sestro naj bi poročil poročil z elamskim  kraljem Paḫir-iššanom, sinom Ige-Halkija, hčerko pa z njegovim naslednikom Ḫumban-numeno. To bi lahko bil Mišim-ruh, omenjen na kraljevih napisih. Princesa je bila mati naslednjega kralja Untaš-Napiriša, ki naj bi se poročil z Burnaburiaševo hčerko. Avtor pisma je bil verjetno Šutruk-Nahhunte (okoli 1190-1155 pr. n. št.), ki je trdil, da je potomec Kurigalzujeve najstarejše hčerke in je bil poročen z najstarejšo hčerko 33. kasitskega kralja Melišipaka II.

## Gradnje
Kurigulzujeve  gradnje so dokazane v nič manj kot enajstih babilonskih mestih. Obnovil je Ningalin tempelj v Uru, v zgradbo na terasi zigurata v Dur-Kurikalzuju vgradil fragmente Ur-Nammujeve stele in obnovil zgradbe Edublal-Maḫa iz Sina (hiša za izobešanje vzvišenih tablic) in dostopno cesto do njih.
Kurigalzu I. je bil prvi kralj, ki je zgradil rezidenco s svojim imenom. Nova prestolnica je bila zgrajena okoli leta 1390 pr. n. št.  na mestu starejšega naselja  pri sedanjem ‘Aqar Qūfu daleč na severu Babilonije. Imenovala se je  Dur-Kurigalzu – Kurigalujeva trdnjava.  Varovala naj bi pomembno trgovsko pot, ki je vodila na vzhod preko iranske planote v Afganistan, vir lapisa lazuli.  Na zahodnem robu Bagdada so še vedno vidni 52 m visoki ostanki Enlilovega zigurata, utrjenega s plastmi  pletenega ločja in bitumna, in ostanki treh templjev ob njegovem vznožju. Mesto je prvi  prepoznal Rawlinson leta 1861 po napisih na zidakih iz blata. Leta 1942-1945 sta na najdišču izkopavala Seton Lloyd in Taha Baqir. Mesto ima skupaj s palačo Egal-kišarra – Palača celega sveta površino 225 hektarjev. Egal-kišarra je bila ogromen  bivalni in administativni kompleks.
V posvojitveni pogodbi, ki  strogo opozarja  posvojenca, »Če  [Il]i-ippašra reče ‘ti nisi moj oče’, mu bodo obrili glavo, ge uklenili in prodali za srebro,« se skriva datum »v mesecu šabatu, na 19. dan leta, ko je Kurigalzu   zgradil  Ekurigibaro«. Ekurigibara je bil Enlilov tempelj v Nipurju.

## Kurigalzujeva avtobiografija
Novobabilonska kopija besedila opisuje nadarbino Kurigalzuja, sina Kadašman-Ḫarbe, Ištarinemu templju, ki je obsegala posest ob Evfratu v bližini Nipurja. Kopija je znana kot Kurigalzujeva avtobiogafija. Napisana je na majhni šestrobi prizmi iz svetlo rumene žgane gline in nepopolnem valju. Napis pravi:
...ki je dokončal obzidje, kišuru, in tisti, ki je dokončal Ekur,  oskrbovalec Ura in Uruka, on, ki zagotavlja popolnost obredov Eriduja, graditelj templja Anuja in Inani, on, ki zagotavlja popolnost sattukku (odobrava  živež) za darovanja  velikim bogovom.
—  Kurigalzujeva avtobiografija,  prizma BM 108982 in valj  NBC 2503
Citat »Povzročil, da  Anu, oče velikih bogov, prebiva v  njegovem vzvišenem templju« kaže, da je obnovil Anujev kult. Besedilo brez jezikovnih značilnosti in pisava kažeta, da gre morda za izviren prepis starodavnega  napisa iz poznega babilonskefa obdobja, ki želi poudariti prestiž Ištarinega kulta. V kolikšni meri se je v Kurigalzujevem času tadicija še ohranila, je težko določiti.

## Drugi viri
Dokaz, kako daleč je segal kasitski vpliv, je razviden z valjastega pečatnika iz ahata z napisom v hieroglifih, odkritega v grobnici v Metsamorju. Besedilo omenja kralja Kurigalzuja. Metsamor je mesto v Armeniji sredi Araratske doline, ki je bilo huritsko središče kovaštva.
Na pečatniku je napis nur-[d]-x, sin Kurigalzuja, ki si lasti naslov  NU.ÈŠ [d]en.líl - Enlilov svečenik, ki si ga je delil z drugimi, med njimi s tremi guvernerji Nipurja in tremi princi. S tem naslovom je vladar nagradil posameznike v posvetilnem stožcu, znanem kot Enlil-bānī  kudurru. Natančen pomen naslova ni znan. Identiteti Kurigalzuja I. in II. sta nezanesljivi.

## Napisi
1. ↑  Chronicle P (ABC 22), tablica BM 92701, kolona 3, vrstice 10-19.
2. ↑  Tablet EA 1, The Pharaoh complains to the Babylonian King,  BM 029784 v  British Museum.
3. ↑  Tablet EA 11,  Proper escort for a betrothed princess,  VAT 151, Vorderasiatisches Museum Berlin, CDLI, ORACC Transliteration, vrstici 19-20.
4. ↑  Tablet EA 9, Ancient loyalties, new requests,  BM 29785, British Museum, London, CDLI, ORACC Transliteration, vrstice 19-30.
5. ↑  Tablet VAT 17020, Berlin Letter, Vorderasiatisches Museum, Berlin, CDLI.